# Book Jumpers
Book Jumpers è un romanzo della scrittrice tedesca Mechthild Gläser, edito per la prima volta nel febbraio del 2016.

## Trama
Amy Lennox ha lasciato la Germania per passare le vacanze sull’isola scozzese dove è nata sua madre, e dove ancora vive sua nonna, nel castello di famiglia. Nonostante le proteste della madre di Amy la nonna rivela alla ragazza che alla loro e a un'altra famiglia, la famiglia Macalister, nel castello vicino è affidato un compito molto importante da secoli, ovvero impegnarsi a proteggere la letteratura. Per poterlo fare, sono dotati dall’età di cinque anni a quella di venticinque della capacità di ‘saltare’ dentro ai libri per controllare che tutto si svolga per il verso giusto, con l’obbligo di non interferire con le trame. È così che Amy conosce Will e Betsy, eredi dell’altra famiglia, e subito dimostra un gran talento nel rapporto con i libri. La trama è intervallata da frammenti di una fiaba bruciata per sbaglio secoli prima, i cui personaggi (una principessa, un cavaliere e due cortigiani), usciti dal mondo letterario, vivono tra gli uomini. Il cavaliere e i due cortigiani insegnano vestiti da monaci le regole per i nuovi eredi, mentre la principessa è scomparsa. Verso la metà del romanzo iniziano i problemi, perché un misterioso ladro ha cominciato a rubare le idee che contraddistinguevano dieci libri, così comincia la ricerca, che non impiega molto per volgere alla soluzione

## Personaggi

### Amy Lennox
La protagonista, Amy Lennox, ha diciassette anni ed è la classica ragazza insicura e timida, con pochi amici nella sua vita in Germania, presa in giro per i capelli rossi, le lentiggini e la corporatura esile, apprezzati invece da Will e gli altri scozzesi, per i quali queste caratteristiche sono normalissime. Amy ama i libri e la lettura, e a giudicare dai libri citati s’intende di classici della letteratura anglosassone. Inizialmente l’identità di suo padre è sconosciuta, poi si scopre che si tratta del cavaliere della fiaba, ragion per cui Amy è per metà ‘letteraria’ ed è così dotata nei ‘salti’ potendo accedere al mondo della letteratura in qualsiasi luogo e momento.

### Will Macalister
Un altro personaggio importante è Will, l’erede della famiglia Macalister e cugino di Betsy. È descritto come un bel ragazzo, seppur privo di tratti scozzesi: scuro di capelli, alto, con gli occhi azzurro cielo, atletico sebbene molto magro. È un amico di Sherlock Holmes (dal libro ‘Il mastino dei Baskerville’) e affezionato al libro ‘Peter Pan’, viene soggiogato dalla principessa della fiaba in modo che sia al suo servizio: è proprio lui a rubare le idee per lei. Nonostante questo alla fine riesce a liberarsi dell’incantesimo e si sacrifica per Amy sotto gli ordini della principessa, così si pugnalerà per non pugnalare lei. Amy riuscirà a riportarlo in vita portandolo in Peter pan, ma nel mondo esterno morirebbe, quindi dovrá per sempre restare nel libro.

### La principessa
L’antagonista è la principessa della fiaba, niente più che una bambina di dieci anni, dai lunghi capelli e di una follia disperata. È una bambina molto agile e spiritosa, sempre pronta a dare ordini a tutti, bassa, bella e magra. Impazzita a causa di tutti gli anni passati sola nel mondo reale. Il suo unico obiettivo è ricostruire la sua fiaba, tornare a casa, dove è una principessa ‘di straordinaria bellezza’, amata e temuta dai suoi sudditi e protetta dal suo cavaliere. È esattamente questo, agli occhi della bambina, il ruolo di Will. Oltre alla nostalgia di casa, infatti, sente il bisogno impellente di qualcuno che la protegga e veneri, e questo rende più terribile la sua fissazione. La fiaba, in realtà, è nient’altro che un ciclo continuo, che si ripete all’infinito, in cui la bambina convoca un cavaliere scelto per uccidere un mostro di sua invenzione, che diventa reale nel momento in cui dà l’incarico al cavaliere, che subisce il sortilegio da lei provocatogli.
Il libro inizia e finisce con la principessa sola, tra le fiamme, sulla sua torre più alta, e in lontananza sta arrivando un nuovo cavaliere lì per salvarla.

### Betsy Macalister
Cugina di Will Macalister, è una ragazza egocentrica, ma legata al suo dovere di lettrice.
Dalla famiglia, eredita anche l'odio dedicato all'altro clan, cioè la famiglia Lennox.

### Alexis Lennox
È la madre di Amy, con cui ha un rapporto davvero forte, anche se non le ha mai raccontato della sua famiglia e tutto ciò legato ad essa.
Amy la descrive come una madre diversa, appunto per il loro rapporto, e si evidenzia anche il fatto che lei indossi sempre indumenti dai colori sgargianti.